# Доній Дарувар
45°37′ пн. ш. 17°14′ сх. д. / 45.61° пн. ш. 17.23° сх. д.
Доній Дарувар (хорв. Donji Daruvar) — населений пункт у Хорватії, у Б'єловарсько-Білогорській жупанії у складі міста Дарувар.

## Населення
Населення за даними перепису 2011 року становило 731 осіб.
Динаміка чисельності населення поселення:
На 1991 рік 28,52 % мешканців (320 з 1 122) були чехами.